# Paul Voss (wielrenner)
Paul Voss (Rostock, 26 maart 1986) is een voormalig Duits wielrenner en veldrijder.

## Overwinningen

### Veldrijden
| Seizoen   | Wereldbeker | Superprestige | Bpost trofee | WK     | DK    | Overige | Totaal aantal zeges |
| --------- | ----------- | ------------- | ------------ | ------ | ----- | ------- | ------------------- |
| 2008-2009 |             |               |              | opgave | Brons |         | 0                   |
| 2008-2009 |             |               |              |        | Brons |         | 0                   |

### Wegwielrennen
2010
1e etappe Ronde van Catalonië
2011
1e etappe Ronde van Tsjechië (ploegentijdrit)
1e etappe Cinturó de l'Empordà
Eindklassement Cinturó de l'Empordà
2015
1e etappe Ronde van Trentino (ploegentijdrit)
2016
Rad am Ring
1 dag Bergklassement Ronde van Frankrijk

## Resultaten in voornaamste wedstrijden
| Jaar | Ronde van Italië | Ronde van Frankrijk | Ronde van Spanje |
| ---- | ---------------- | ------------------- | ---------------- |
| 2009 |                  |                     | 99e              |
| 2010 | opgave           |                     | 68e              |
| 2013 |                  |                     | 68e              |
| 2014 |                  | 50e                 |                  |
| 2015 |                  | 99e                 |                  |
| 2016 |                  | 101e                |                  |

| Jaar | Milaan-San Remo | Ronde van Vlaanderen | Amstel Gold Race | Luik-Bast.‑Luik | Ronde van Lombardije | Parijs-Tours | Brabantse Pijl |  | WK op de weg |  | Wereldranglijsten |
| ---- | --------------- | -------------------- | ---------------- | --------------- | -------------------- | ------------ | -------------- |  | ------------ |  | ----------------- |
| 2009 |                 | opgave               |                  |                 | 117e                 |              |                |  |              |  |                   |
| 2010 | 123e            | opgave               | opgave           | opgave          | opgave               | 30e          |                |  |              |  | 163e (UWK)        |
| 2013 |                 | 28e                  | 27e              |                 | opgave               |              | 9e             |  |              |  |                   |
| 2014 | opgave          |                      |                  |                 | opgave               |              |                |  | opgave       |  |                   |
| 2015 | opgave          | 40e                  |                  | opgave          | opgave               |              | 29e            |  | 103e         |  |                   |
| 2016 | 23e             |                      |                  | 143e            |                      |              | 17e            |  |              |  |                   |

Voss droeg 1 dag de bolletjestrui in de Ronde van Frankrijk van 2016.

## Ploegen
- 2006 –  Heinz von Heiden Team Hannover
- 2007 –  Team 3C Gruppe-Lamonta
- 2008 –  Team 3C Gruppe
- 2009 –  Team Milram
- 2010 –  Team Milram
- 2011 –  Endura Racing
- 2012 –  Endura Racing
- 2013 –  Team NetApp-Endura
- 2014 –  Team NetApp-Endura
- 2015 –  Bora-Argon 18
- 2016 –  Bora-Argon 18